# فريا بيها إريكسن
فريا بيها إريكسن (ولدت في 18 أكتوبر 1987) معروفة أيضا باسم فريا بيها، عارضة أزياء دنماركية, يطلق عليها اسم "ملكة البرود"،  وتشتهر بظهورها خنثوي في عروض الأزياء,  ولأنها واحدة من عارضات كارل لاغرفيلد.

## روابط خارجية
- فريا بيها إريكسن في قاعدة بيانات عارضات الأزياء
- Freja Beha Erichsen profile at Unique Modelling Agency
- Freja Beha Erichsen نسخة محفوظة 19 أكتوبر 2006 على موقع واي باك مشين. profile at آي إم جي مودلز
- قالب:Style.com model
- قالب:NYmag model
- فريا بيها إريكسن على موقع دليل عارضات الأزياء (الإنجليزية)